# تست دموکراسی
داستان‌های جزیره: تست دموکراسی فیلمی به کارگردانی محسن مخملباف ساختهٔ سال ۱۳۷۷ است.

## بازیگران
- محسن مخملباف
- شهاب الدین فرخ یار
- حسین امیری
- الناز ملک محمدی
- محمد ملکیان
- محمد بنهان

## سایر اپیزودها
- داستان‌های جزیره (فیلم)
- داستان‌های جزیره (باران و بومی)
- داستان‌های جزیره (دختردایی گمشده)